# Feline eosinophile Enteritis
Die feline eosinophile Enteritis ist eine Krankheit bei Katzen, die durch eine Darmentzündung (Enteritis) mit Infiltration eosinophiler Granulozyten gekennzeichnet ist. Sie kann im Rahmen einer Futterallergie auftreten oder als Manifestation des Hypereosinophilen Syndroms (HES). Die Ursache des HES ist unbekannt, vermutet werden immunpathologische oder neoplastische Prozesse.
Klinisch zeigt sich die Erkrankung mit Dünndarmdurchfall, Erbrechen und Gewichtsabnahme.
Zur Diagnose ist eine Biopsie der Darmwand erforderlich. Typisch sind eosinophile Infiltrate, die beim HES auch in anderen Organen wie Leber, Milz, Knochenmark und Lymphknoten auftreten. Eine Eosinophilie im Blut ist häufig.
Die Behandlung des HES ist meist aussichtslos, selbst hohe Dosen Prednisolon führen meist nicht zu einer Verbesserung des Zustands. Bei milden Formen ist die Prognose dagegen gut, hier führt eine Eliminationsdiät in Kombination mit Prednisolon meist zur Abheilung.